# برونو بيلوني
برونو بيلوني (بالفرنسية: Bruno Bellone)‏، من مواليد 14 مارس 1962 في تولون في فرنسا، لاعب كرة قدم فرنسي سابق.
بدأ مسيرته الكروية مع نادي موناكو في عام 1980، ولعب معهم حتى عام 1987، وفي موسم 1987/1988 انتقل إلى نادي كان، وفي موسم 1988/1989 انتقل إلى نادي مونبلييه، وفي موسم 1989/1990 عاد إلى نادي موناكو واعتزل معهم كرة القدم.
و قد لعب مع منتخب فرنسا لكرة القدم 34 مباراة وسجل هدفين بين عامي 1981 و1989.

## وصلات خارجية
- برونو بيلوني على موقع الاتحاد الدولي (مؤرشف)  (الإنجليزية)
- برونو بيلوني على موقع قاعدة بيانات كرة القدم.إي يو (الإنجليزية)
- برونو بيلوني على موقع بيانات كرة القدم. دي إي (الألمانية)
- برونو بيلوني على موقع ليكيب (الفرنسية)
- برونو بيلوني على موقع ناشيونال فوتبول تيمز (الإنجليزية)
- برونو بيلوني على موقع Soccerway.com (الإنجليزية)
- برونو بيلوني على موقع عالم كرة القدم.نت (الإنجليزية)